# Atkaracalar
Atkaracalar là một huyện thuộc tỉnh Çankırı, Thổ Nhĩ Kỳ. Huyện có diện tích 363 km² và dân số thời điểm năm 2007 là 3964 người, mật độ 11 người/km².